# 鮭オーケストラ
鮭オーケストラ（しゃけオーケストラ、1982年9月7日 - ）は、日本の喜劇役者で、作詞家、作曲家、ミュージシャン、イラストレーター、ライター、小説家、デザイナー。身長・167cm、体重・62kg

## 来歴・人物
中学卒業後、上京。16歳の頃より都内ライブハウスを中心に活動を始める（主にコント）。元々芸人をしていたが表現方法がそれだけに飽きたらず鮭オーケストラというフィルターを通して様々な人間を演じ、コント、芝居、音楽、アート等、様々な表現方法を用いて投影する。その数は多岐にわたる
2019年10月より自らの意思でホームレスに。軽バン・スズキエブリィ(後にキャラバンへ進化)で車中泊しながら日本中をライブで回る「鮭オーケストラの俺がお前に会いに行くツアー」を決行。

## 代表的な演じるキャラクター
- 小茂根瞬（タップダンサー）
- 橋爪吾郎（派遣労働者）
- 河田博（カッパ研究家)
- 健康亭無職（落語家）
- 桂木ヤコブソン（フォークシンガー）
- sweet custard beat(ScB) （テクノポップユニット）
- 服部多津夫 （ムード歌謡歌手）
- Cucumber bandits（ヒップホップグループ）
- 鬼オーケストラ（怪物）

### モキュメンタリー映像
- 鮭オーケストラの人生遁生交響曲 - 小茂根瞬 -（2013年）（脚本・監督・主演）
- 鮭オーケストラの人生遁生交響曲 - 橋爪吾郎 -（2014年）（脚本・監督・主演）
- 鮭オーケストラの人生遁生交響曲 - 河田博 -（2014年）（脚本・監督・主演）

### 舞台
- 第一回単独公演・『木綿の布』（2010年12月、下北沢OFFOFFシアター）（主演・脚本・演出）
- 第二回単独公演・『geek』（2017年12月、[[三軒茶屋ヘブンスドア]]）（主演・脚本・演出・音楽）
- 第三回単独公演・『生きているならそれでいい』（2021年10月、[[渋谷La.ma.ma]]）（主演・脚本・演出・音楽）

### CD
シングル
- 一欠片と引き換えて（2017年10月13日 桂木ヤコブソン名義）

アルバム
- 死なない程度に殴っておくれ（2016年9月7日 桂木ヤコブソン名義）
- 人気者になれなかった君へ（2018年7月1日 桂木ヤコブソン名義）
- 次の町には猫がいる（2020年7月1日）
- 全部この日のためだった（2023年4月23日）
- 生きているならそれでいい（2024年9月7日）

## 出演

### テレビ番組
- あらびき団（TBSテレビ系列、2009年11月4日放送分）